# Phyllomedusa bahiana
Phyllomedusa bahiana es una especie de anfibios de la familia Phyllomedusidae.
Es endémica de Brasil.
Sus hábitats naturales incluyen bosques tropicales o subtropicales secos y a baja altitud, montanos secos, sabanas secas, zonas de arbustos, marismas de agua dulce, zonas previamente boscosas ahora muy degradadas, estanques, canales y diques.